# Escola Preparatória de Cadetes do Exército
A Escola Preparatória de Cadetes do Exército (EsPCEx) localiza-se na cidade de Campinas, estado de São Paulo, no Brasil. É uma instituição com mais de meio século de existência, cuja missão é preparar candidatos para o ingresso na Academia Militar das Agulhas Negras (AMAN), responsável pela formação do oficial combatente do Exército.
O ingresso na EsPCEx é feito por intermédio de um concurso de admissão realizado anualmente, para jovens do sexo masculino e feminino que tenham concluído a 3ª Série do Ensino Médio. O aluno da EsPCEx realiza em um ano, um curso equivalente ao 1º Ano do Ensino Superior, acrescido de formação militar necessária ao futuro cadete da AMAN. Inclui-se, além das disciplinas do Ensino Superior, a disciplina de Instrução Militar, entre outras de cunho preparatório para a AMAN e a vida militar, com ênfase na preparação física do aluno através do Treinamento Físico Militar (TFM). A conclusão do curso garante ao aluno, além da opção de ingressar na AMAN, o Certificado de Reservista devido ao cumprimento do serviço militar dentro da EsPCEx.
A partir de 2012, a EsPCEx passou a ser o primeiro ano de formação do oficial de carreira do Exército da linha do Ensino Militar Bélico, que passou a ser feita em cinco anos, sendo o primeiro nessa Escola e os outros quatro anos na Academia Militar das Agulhas Negras (AMAN), em Resende-RJ. Portanto, a Escola transformou-se em Estabelecimento de Ensino Superior.
Em 2017, pela primeira vez em sua história, a Escola recebeu mulheres como alunas.

## História

### A Origem

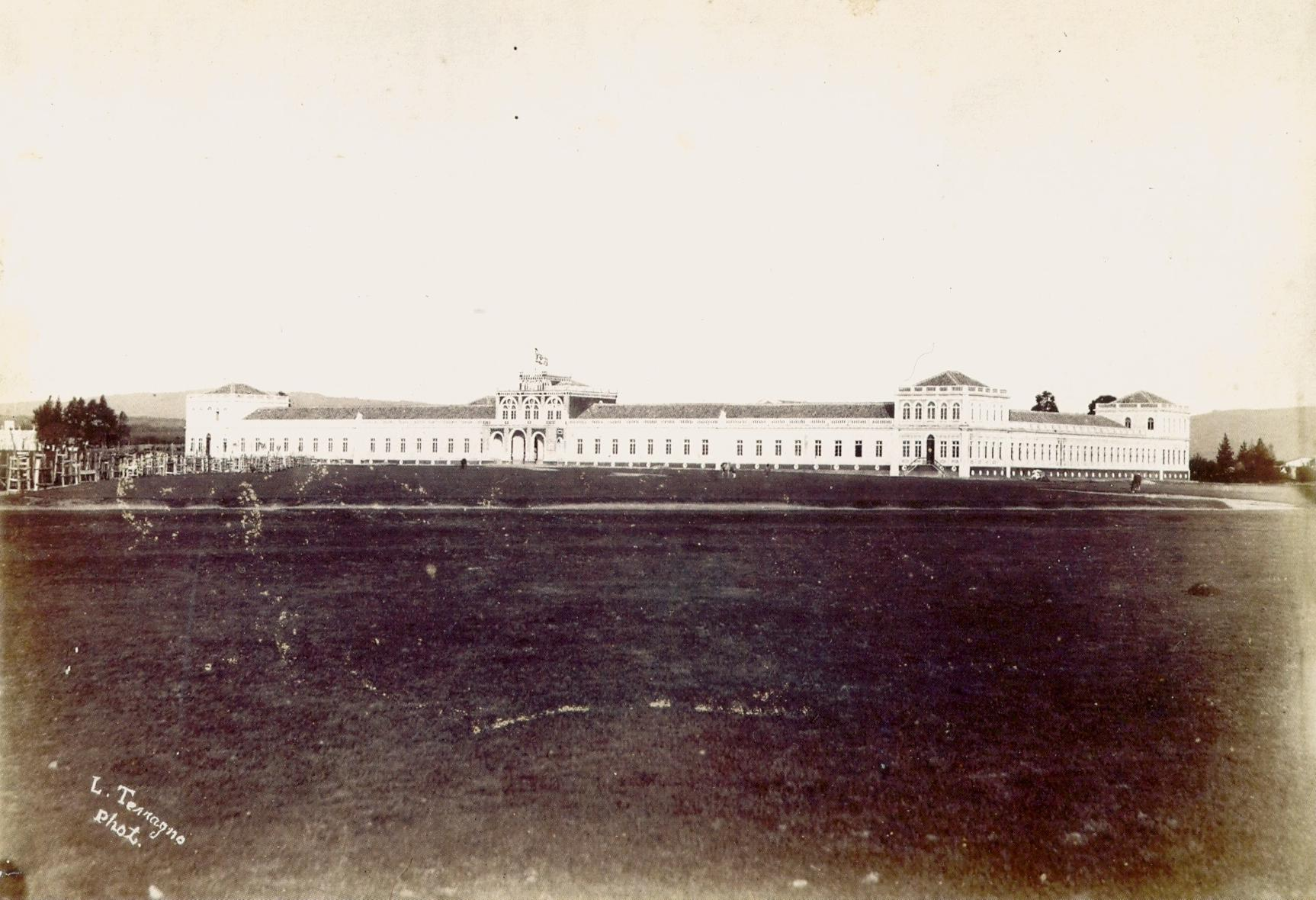
Escola Militar de Porto Alegre em 1885

O ensino Preparatório do Exército teve início em 1939, com a transformação do Colégio Militar de Porto Alegre em "Escola de Formação de Cadetes", depois denominada Escola Preparatória de Porto Alegre (EPPA). Quando a EPPA teve sua capacidade esgotada em receber novos alunos, o Exército Brasileiro decidiu criar novas escolas preparatórias para atender a grande procura pela carreira das armas. Dessa forma, pelo Decreto-Lei nº 2.584, de 17 de setembro de 1940, surgia a Escola Preparatória de Cadetes de São Paulo (EPSP), instalada, provisoriamente, no edifício destinado ao Hospital Sírio-Libanês, situado na rua da Fonte, nº 91, atual Adma Jafet, no bairro da Bela Vista, cedido para essa finalidade pelo Governo de São Paulo, que manifestou grande interesse em ter uma escola militar em seu território.
Em 1942, foi criada, também, a Escola Preparatória de Fortaleza (EPF). Em 1946, São Paulo, instituiu-se a SRL (Sociedade Recreativa e Literária), órgão representativo do corpo discente, expressão da comunidade estudantil, que viria a se constituir em estimulante auxílio para a diversificação das atividades dos alunos na vida escolar. Nesse mesmo ano foi realizado o primeiro baile de formatura, no Teatro Municipal de São Paulo.
Em 1944, teve início a construção do atual prédio da Escola Preparatória de Cadetes do Exército (EsPCEx), situado na área da centenária Fazenda Chapadão, em Campinas, cujo projeto, em estilo colonial espanhol, é de autoria do engenheiro-arquiteto Hernani do Val Penteado.
A EPSP funcionou na capital paulista por 18 anos. O ano de 1958 foi o último de formação dos alunos da EPSP em São Paulo. Em 1959, por meio do Decreto nº 45.275, de 23 de janeiro de 1959, a EPSP era transferida para Campinas, passando a se chamar Escola Preparatória de Campinas (EPC).
As três Escolas Preparatórias atravessaram as décadas de 1940 e 1950 em franca atividade, mas em 1961, por meio do Decreto nº 166, de 17 de novembro de 1961, elas foram extintas, restando apenas a Escola Preparatória de Campinas (EPC). De imediato os alunos das Escolas de Fortaleza e Porto Alegre foram transferidos para Campinas.
Para 1962, estava suspenso o Concurso de Admissão e a extinção da EPC ocorreria em 31 de dezembro de 1963, com a conclusão do curso pelos alunos remanescentes. A sociedade campineira, liderada pelo Comandante da EPC, mobilizou-se no sentido de anular a extinção da Escola. Em 27 de novembro de 1963, o Diário Oficial da União publicava a revogação do art. 3º do Decreto 166,de 17 de novembro de 1961. Com isso, a Escola prosseguia na sua missão de formar os futuros Cadetes de Caxias.

### A transferência para Campinas

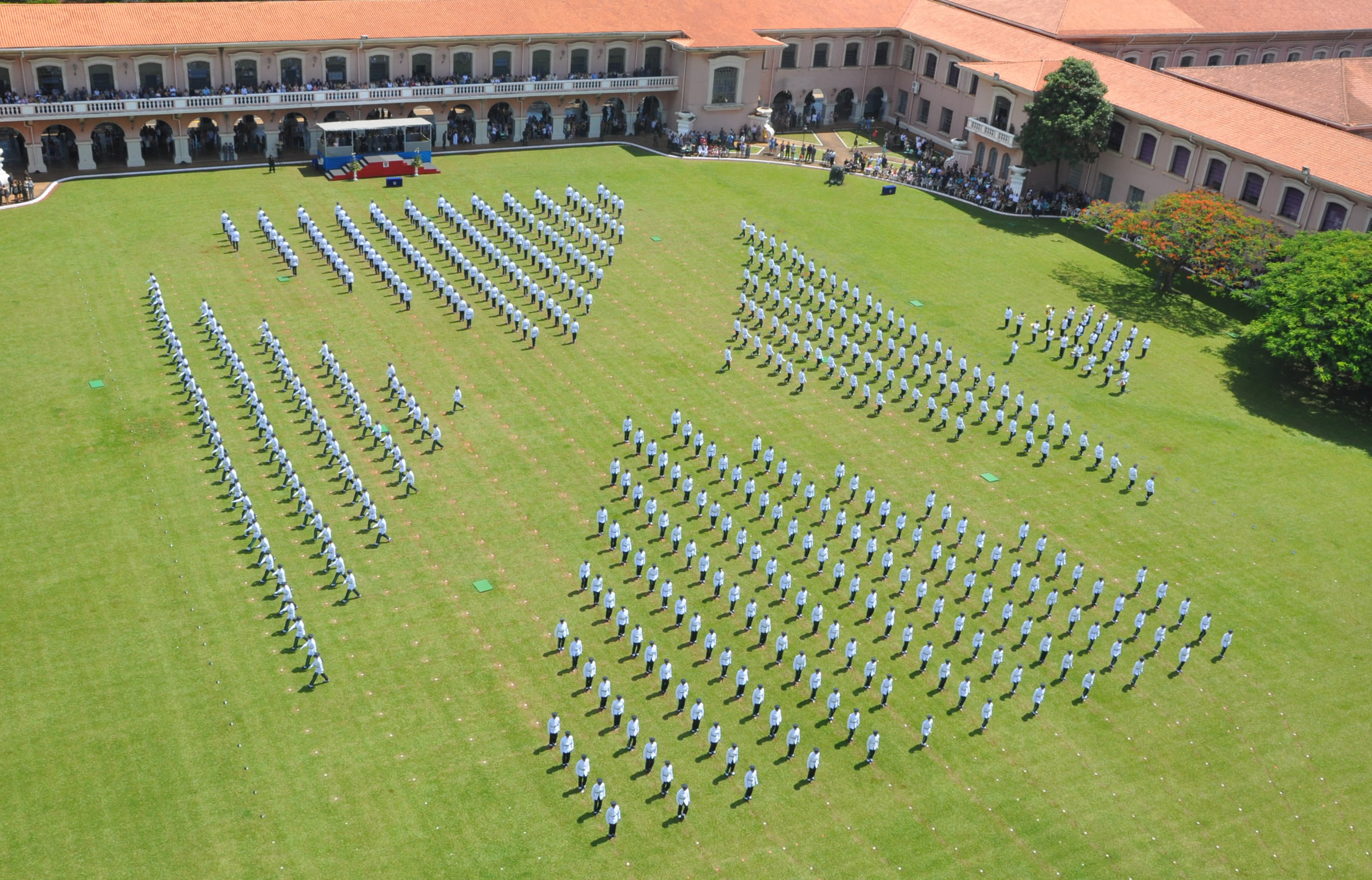
Compromisso à Bandeira

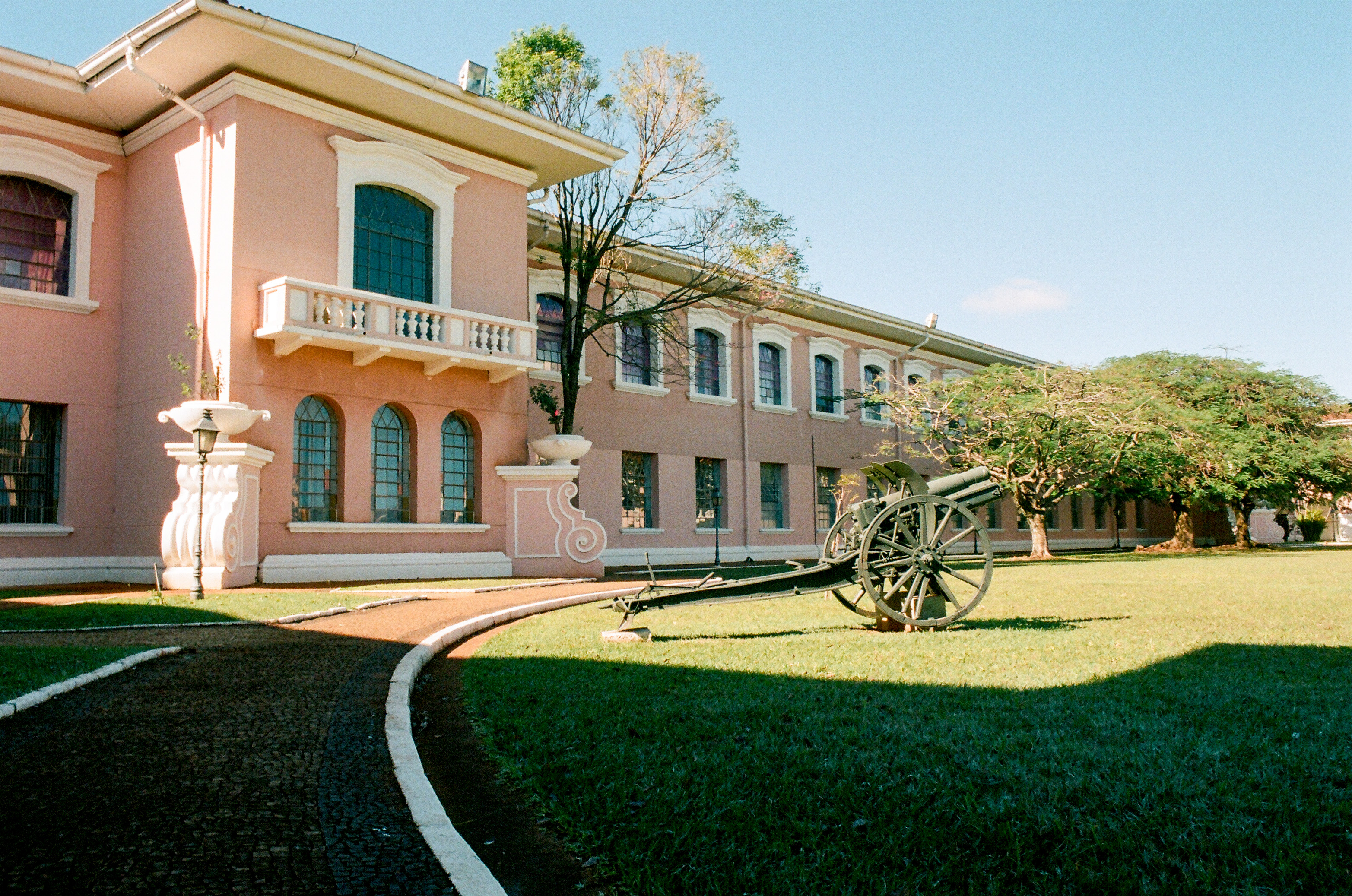
Interior da escola

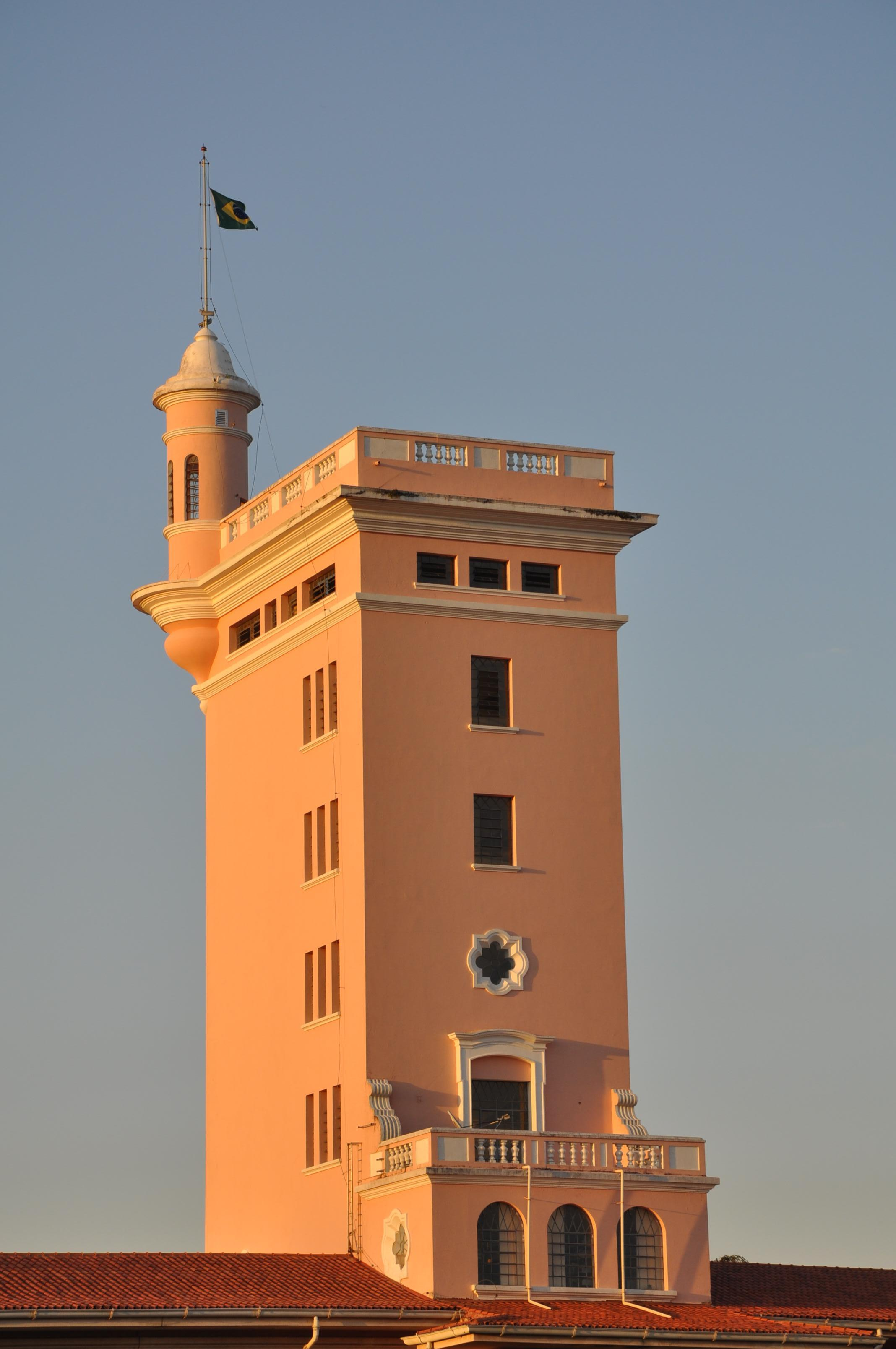
Torre Duque de Caxias

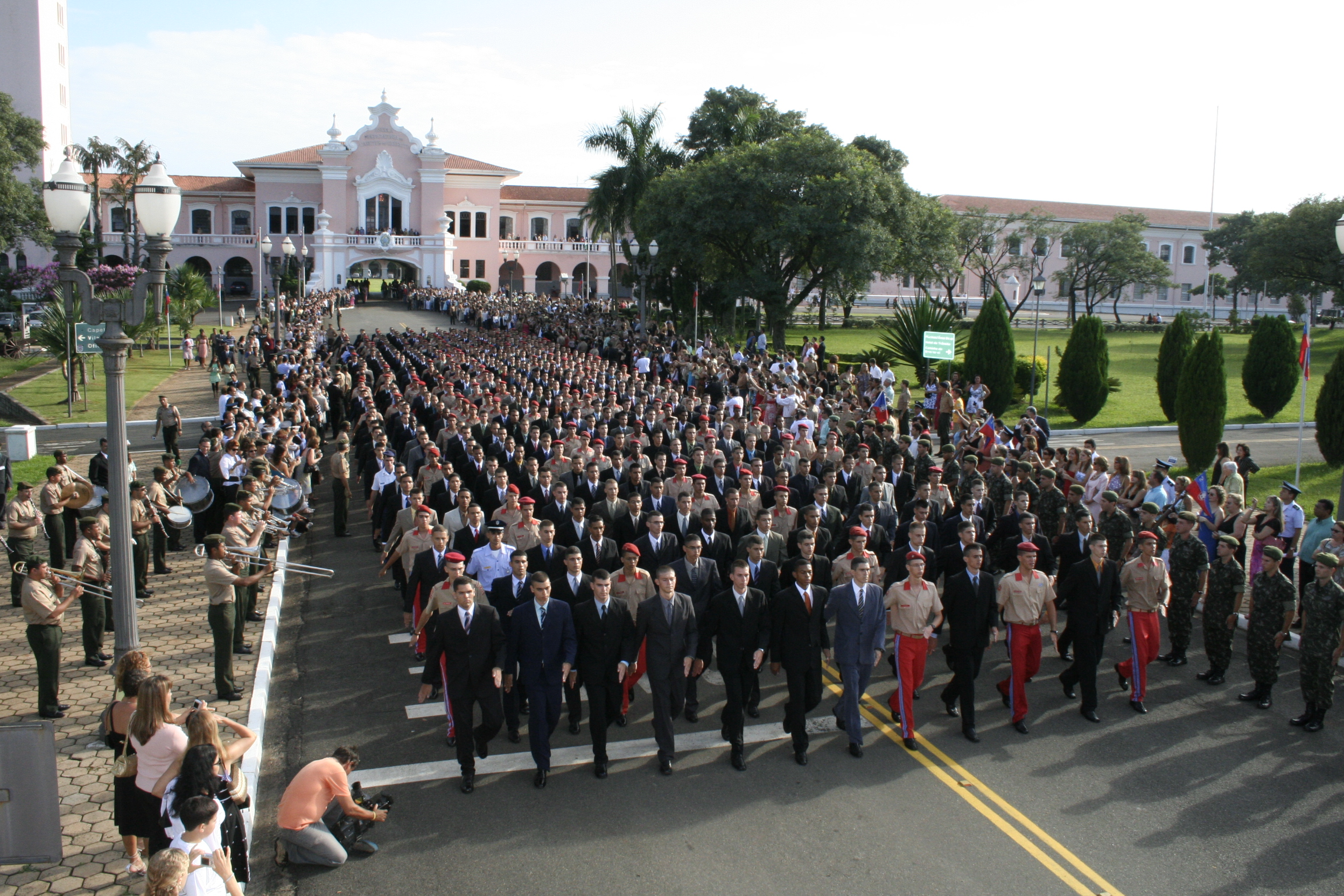
Solenidade de Passagem Pelo Portão das Armas

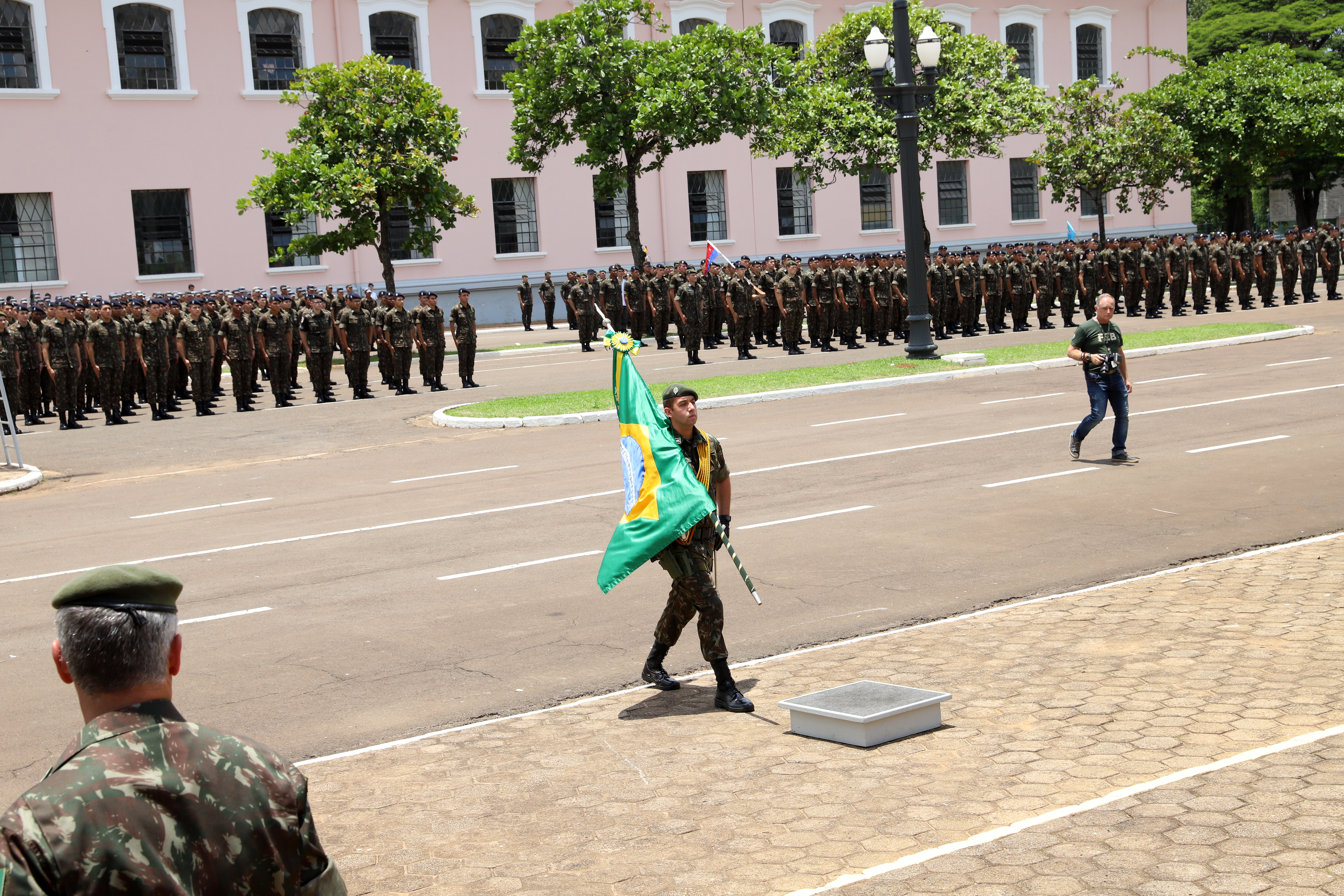
Dia da Bandeira

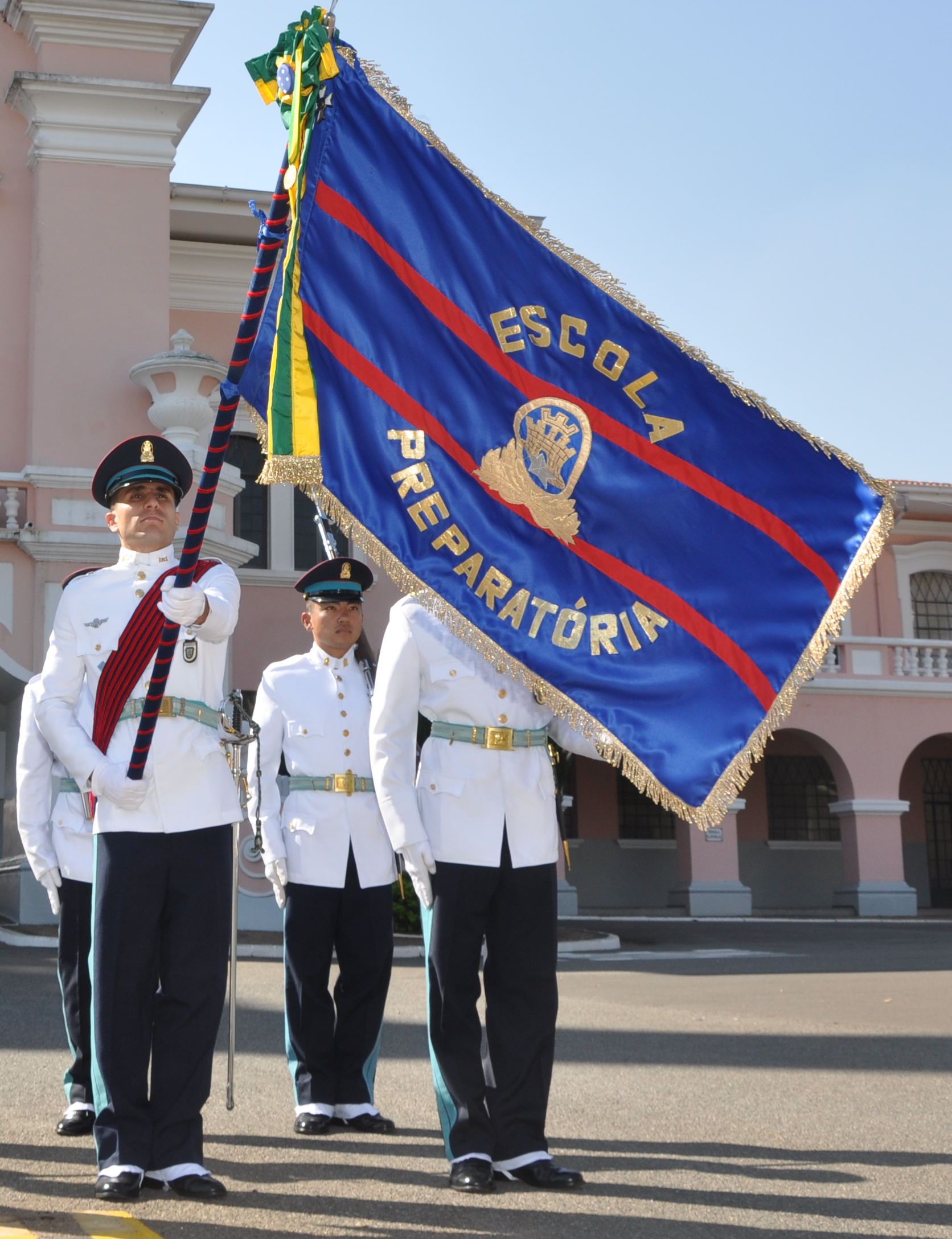
Estandarte Histórico da Escola

A transferência da Escola para Campinas começa no início da década de 1940, com as gestões do interventor federal Fernando Costa, que governava o estado de São Paulo. Para que Campinas fosse sede de uma Escola Preparatória de Cadetes, correram as despesas de sua instalação por conta do governo estadual. A doação inicial do terreno foi feita pelo Decreto-Lei 13.906, de 20 de março de 1944, ficando condicionada à conclusão da obra a instalação da Escola.
Aceita a forma de viabilizar a ideia, por intermédio de acordo firmado entre o Ministério da Guerra e o estado, encarregou-se do projeto o arquiteto Hernani do Val Penteado, que o justificou deste modo: "O referido projeto consiste em um conjunto de quatro pavilhões, ao redor de enorme praça de armas, contando, para maior facilidade de circulação, com grandes galerias na face interna. Por que quatro pavilhões? Porque três se destinariam aos alunos em preparação para cada uma das três armas (Marinha, Exército, Aeronáutica), ficando o quarto com o curso básico, formado pelo primeiro ano".
Escolhida a área na região da Fazenda Chapadão, na Região Norte de Campinas a obra foi iniciada em 1944. O Governo do Estado de São Paulo conduziu a obra até o estágio conveniado para então passá-la ao Ministério da Guerra, a quem caberia concluí-la. Face à sua magnitude, faltaram recursos, na época, para a conclusão e, durante alguns anos, a obra ficou parada e a Escola abandonada. O estado, em consequência, anulou a doação feita em 1944.
Em 1958, o Exército voltou a se interessar pelo projeto. Contatos realizados pelo então Comandante do II Exército com o Governo do Estado resultaram em mensagem à Assembleia Legislativa, datada de 29 de abril de 1958, encaminhando o Projeto de Lei nº 555, que autorizava a Fazenda Estadual a alienar, por doação ao Ministério da Guerra, o imóvel destinado à instalação da Escola Preparatória de Cadetes de Campinas.
O avaliador do Estado, quando da apreciação do referido Projeto de Lei, assim se pronunciou:
"O prédio foi construído para fins militares, pois a sua destinação original era a instalação da escola preparatória de cadetes. O seu aspecto externo e de conjunto, entretanto, não denunciam um quartel. É belo e agradável à vista, com a sua fachada em estilo colonial. A sua estrutura, demasiadamente pesada, é que mostra para que fim foi construído. Previu-se , naturalmente, uma fortaleza inexpugnável".
A Comissão de Finanças da Assembleia Legislativa, ao dar parecer favorável à doação, registrou: "Trata-se de uma medida de máximo interesse do ministério da guerra e também do nosso estado, em cujo território se instalará um estabelecimento de ensino destinado à preparação dos futuros oficiais do Exército." A doação do imóvel ocorreu, solenemente, no dia 25 de agosto de 1958. Finalmente, no ano seguinte, a Escola foi transferida para Campinas.

### Extinção
As dificuldades não ficaram restritas apenas às obras. O Decreto nº 166, de 17 de novembro de 1961, transformava as Escolas Preparatórias de Porto Alegre e de Fortaleza em Colégios Militares e em seu artigo 3º, reservava uma surpresa desagradável para a Escola: "A Escola Preparatória de Cadetes de Campinas deverá ser extinta em 31 de dezembro de 1963 e, a partir do ano letivo de 1962, não mais receberá novos alunos para o primeiro ano".
A opinião pública de Campinas levantou-se e pressionou o governo a favor da permanência do estabelecimento de ensino na cidade. O Comando da Escola sofreu diretamente as consequências desse dilema, até que a decisão fosse revogada no dia 26 de novembro de 1963, quando já se expirava o prazo para o seu fechamento.

### Renascimento
Superadas as dificuldades, a partir de 1964, a Escola novamente encontrou o seu destino. As obras de acabamento foram reiniciadas em 1967; mudou-se a sua denominação de "Escola Preparatória de Campinas" para "Escola Preparatória de Cadetes do Exército". As mudanças atingiram sua área física, suas instalações, seus servidores e seu currículo.
Durante muitos anos, desde sua chegada a Campinas até 1990, a Escola funcionou com três séries, ministrando todo o Ensino Médio. A partir de 1991, o Exército passou a realizar apenas a 3a. série do Ensino Médio na Escola, por considerar esse formato mais adequado à formação dos futuros cadetes. Esse modelo perdurou por cerca de 20 anos.

### Estabelecimento de Ensino Superior

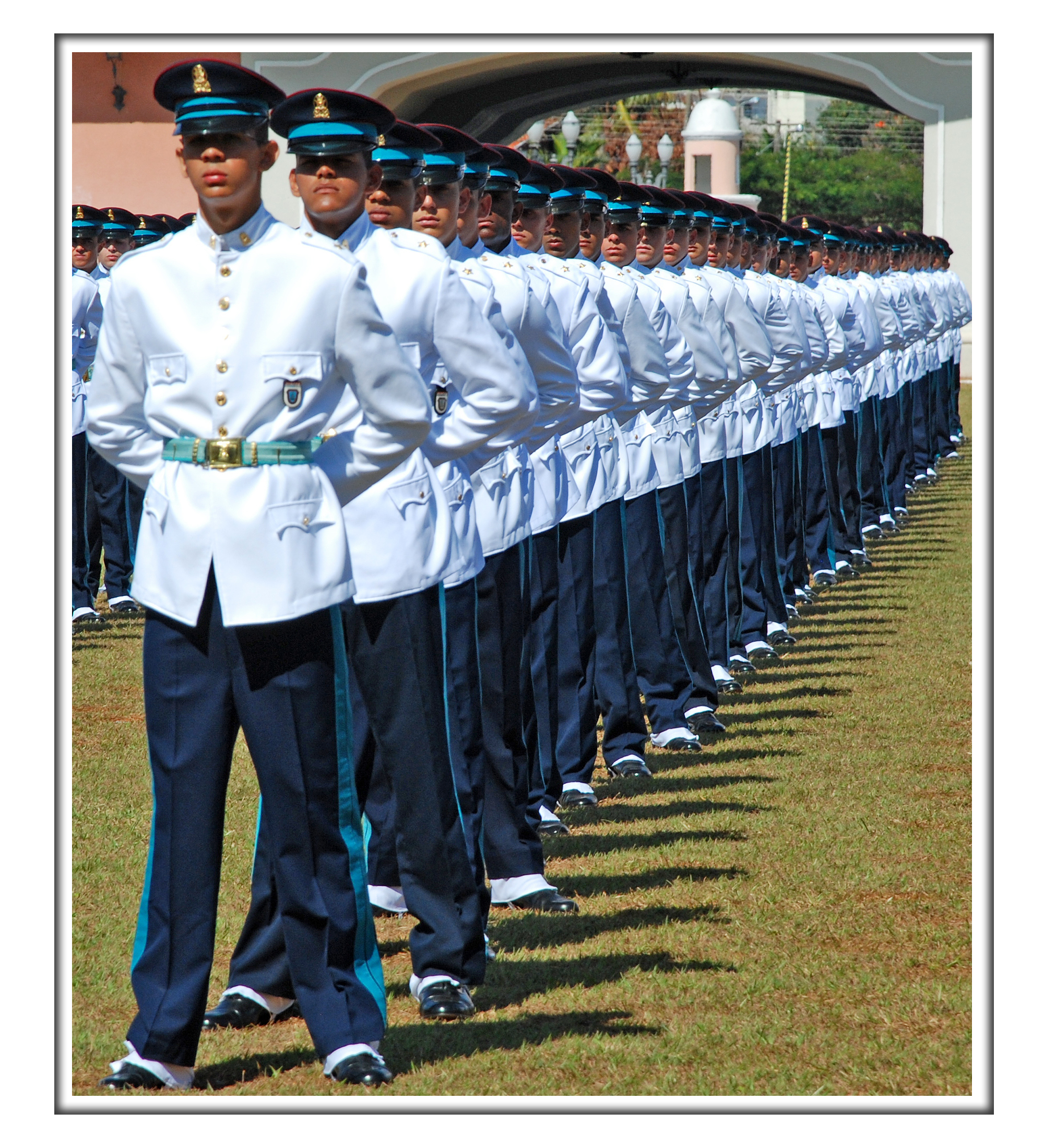
Uniforme do Aluno

A Portaria 152 do Chefe do Estado-Maior do Exército, de 16 de novembro de 2010, aprovou a diretriz para a implantação da nova sistemática de formação do Oficial de Carreira do Exército Brasileiro da linha de Ensino Militar Bélico. Por essa diretriz, o curso de Bacharel em Ciências Militares passou durar cinco anos, sendo o primeiro deles na EsPCEx e os quatro restantes na AMAN. Assim sendo, muitas disciplinas de nível superior não propriamente profissionais passaram a ser ministradas na Escola. A instrução militar também foi reforçada. Isso permitiu maior disponibilidade de carga horária na AMAN para disciplinas que atendam às novas demandas da formação do oficial combatente no século XXI.
A EsPCEx conta, anualmente, com cerca de 450 alunos oriundos das diversas regiões do Brasil, que ficam alojados na Escola em regime de internato, onde recebem, além das aulas e das instruções, fardamento, alimentação e ajuda de custo. No interior da instituição, os alunos são distribuídos em três companhias (Águia, Leão e Pantera), sendo que cada uma conta com cinco pelotões, em um total de 15.